# Estación Camps
Estación Camps é uma junta de governo da província de Entre Ríos, na Argentina.